# Baden-Baden (stol)

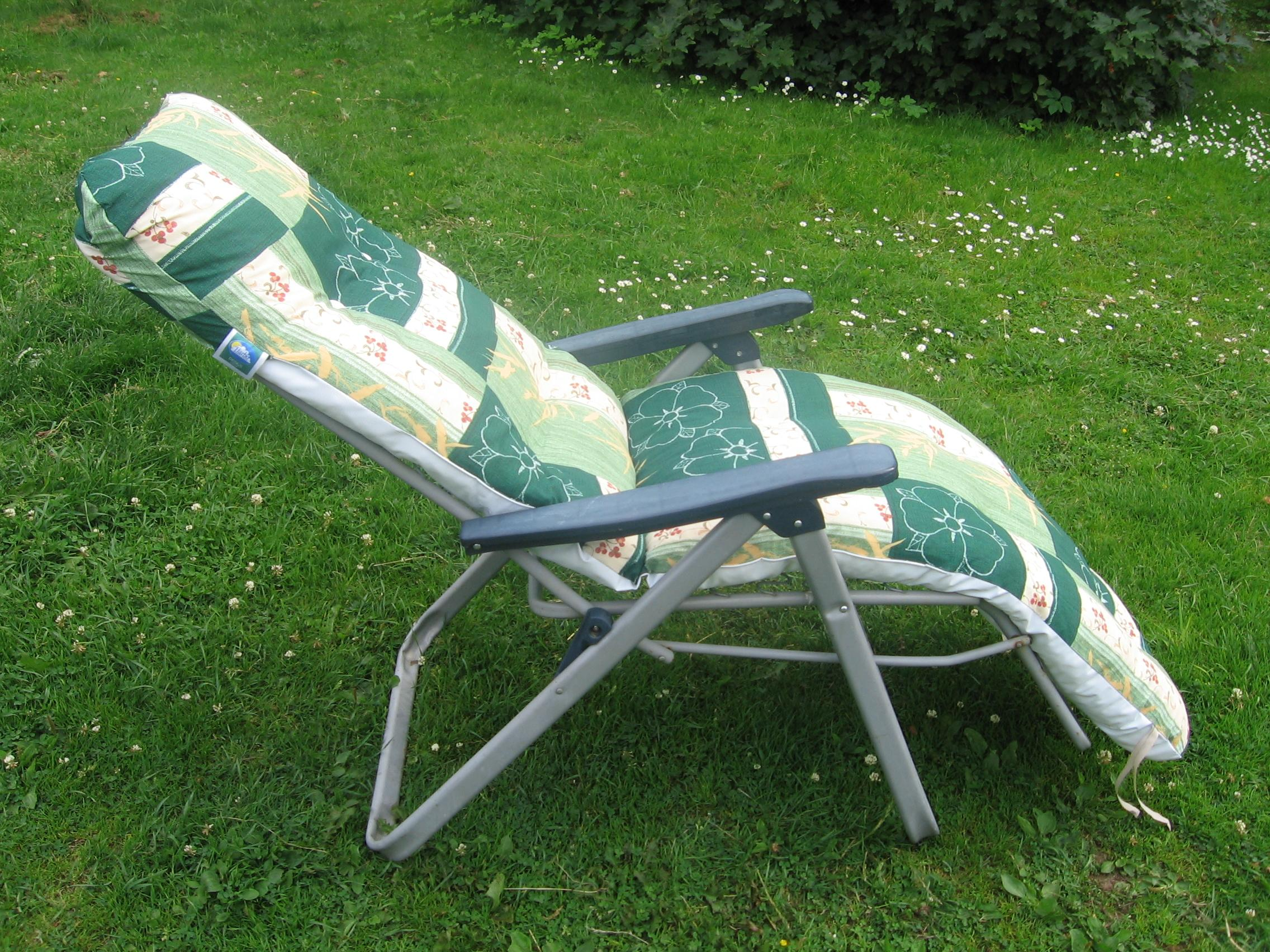
En Baden-Baden-stol.

Baden-Baden är en typ av hopfällbara och justerbara solstolar av typen vilstol, uppkallade efter den tyska kurorten Baden-Baden.
Utmärkande för Baden-Baden-stolar är att de har ett benstöd som fälls fram samtidigt som ryggstödet fälls bakåt.